# ستيفن تشبوسكي
ستيفن تشبوسكي هو سيناريست، مخرج أفلام، روائي وكاتب أمريكي ولد في 25 يناير 1970.

## روابط خارجية
- ستيفن تشبوسكي على موقع IMDb (الإنجليزية)
- ستيفن تشبوسكي على موقع ألو سيني (الفرنسية)
- ستيفن تشبوسكي على موقع ميوزك برينز (الإنجليزية)
- ستيفن تشبوسكي على موقع أول موفي (الإنجليزية)
- ستيفن تشبوسكي على موقع بوكس أوفيس موجو (الإنجليزية)
- ستيفن تشبوسكي على موقع قاعدة بيانات برودواي على الإنترنت (الإنجليزية)
- ستيفن تشبوسكي على موقع قاعدة بيانات الأفلام السويدية (السويدية)
- ستيفن تشبوسكي على موقع قاعدة بيانات الفيلم (الإنجليزية)
- ستيفن تشبوسكي على موقع كينوبويسك (الروسية)